# Histopona
Genre
Synonymes
- Roeweriana Kratochvíl, 1938
- Ommathadites Kishida, 1955

Histopona est un genre d'araignées aranéomorphes de la famille des Agelenidae.

## Distribution
Les espèces de ce genre se rencontrent en Europe.

## Liste des espèces
Selon World Spider Catalog (version 24.5, 10/09/2023) :
- Histopona bidens (Absolon & Kratochvíl, 1933)
- Histopona breviemboli Dimitrov, Deltshev & Lazarov, 2017
- Histopona conveniens (Kulczyński, 1914)
- Histopona dubia (Absolon & Kratochvíl, 1933)
- Histopona egonpretneri Deeleman-Reinhold, 1983
- Histopona fioni Bolzern, Pantini & Isaia, 2013
- Histopona hauseri (Brignoli, 1972)
- Histopona isolata Deeleman-Reinhold, 1983
- Histopona italica Brignoli, 1977
- Histopona krivosijana (Kratochvíl, 1935)
- Histopona kurkai Deltshev & Indzhov, 2018
- Histopona laeta (Kulczyński, 1897)
- Histopona leonardoi Bolzern, Pantini & Isaia, 2013
- Histopona luxurians (Kulczyński, 1897)
- Histopona myops (Simon, 1885)
- Histopona palaeolithica (Brignoli, 1971)
- Histopona petrovi Isaia & Mammola, 2019
- Histopona sinuata (Kulczyński, 1897)
- Histopona strinatii (Brignoli, 1976)
- Histopona thaleri Gasparo, 2005
- Histopona torpida (C. L. Koch, 1837)
- Histopona tranteevi Deltshev, 1978
- Histopona vignai Brignoli, 1980

Selon World Spider Catalog (version 23.5, 2023) :
- † Histopona anthracina Bertkau, 1878

## Systématique et taxinomie
Ce genre a été décrit par Thorell en 1870 dans les Agelenidae.
Roeweriana a été placé en synonymie par Deeleman-Reinhold en 1983.

## Publication originale
- Thorell, 1870 : « On European spiders. Part 2. » Nova acta Regiae Societatis Scientiarum Upsaliensis, sér. 3, vol. 7, p. 109-242 (texte intégral).